# 斯基亞索斯島
斯基亞索斯島（希臘語：Σκιάθος）是希臘北斯波拉泽斯群岛的島嶼，位於愛琴海西北部。岛屿面积为47.32平方公里，最高海拔高度433米，2021年人口数量为5,802人。行政上该岛隶属于色萨利大区斯波拉泽斯专区的斯基亞索斯市镇。

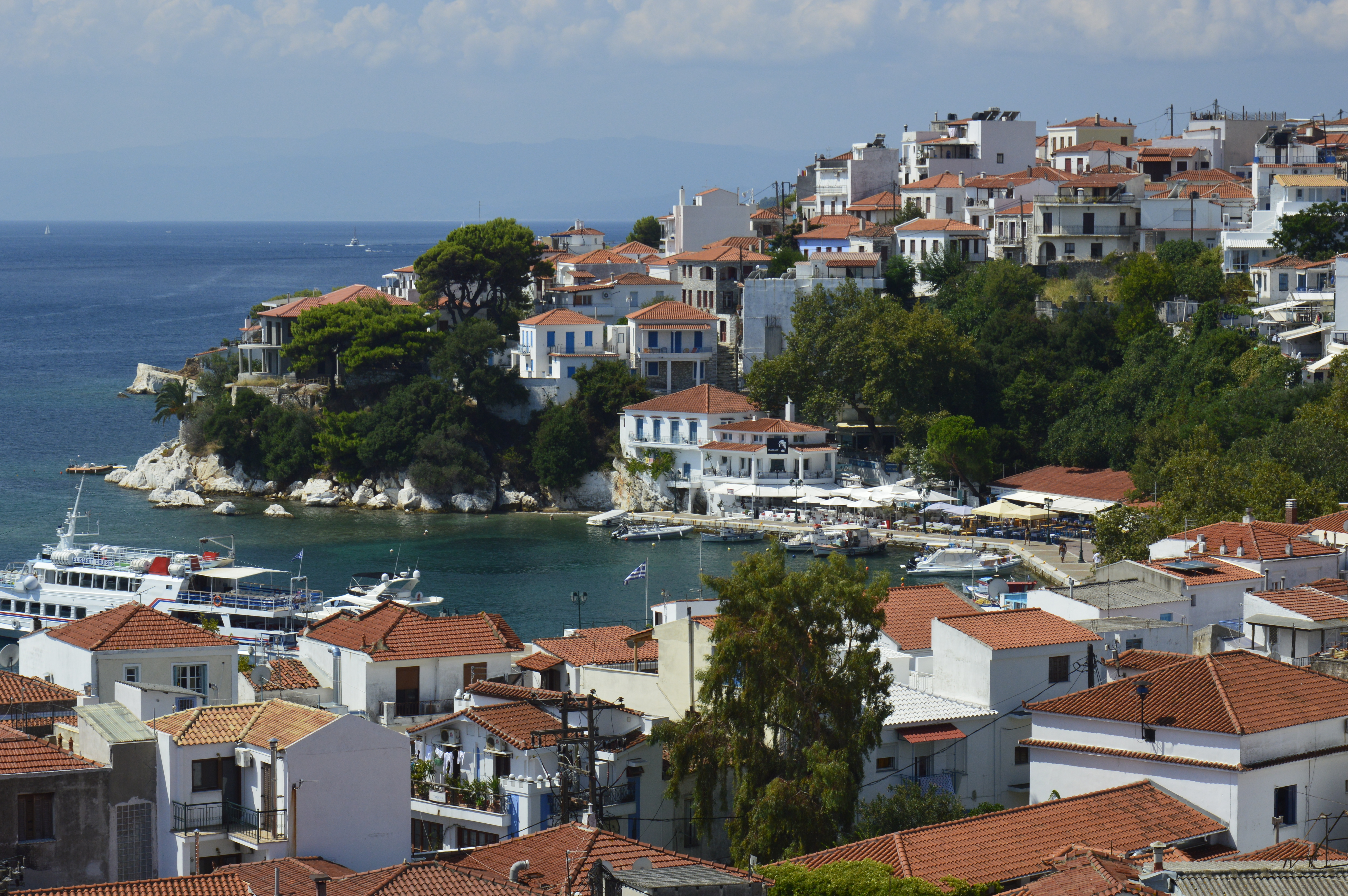
港口景观
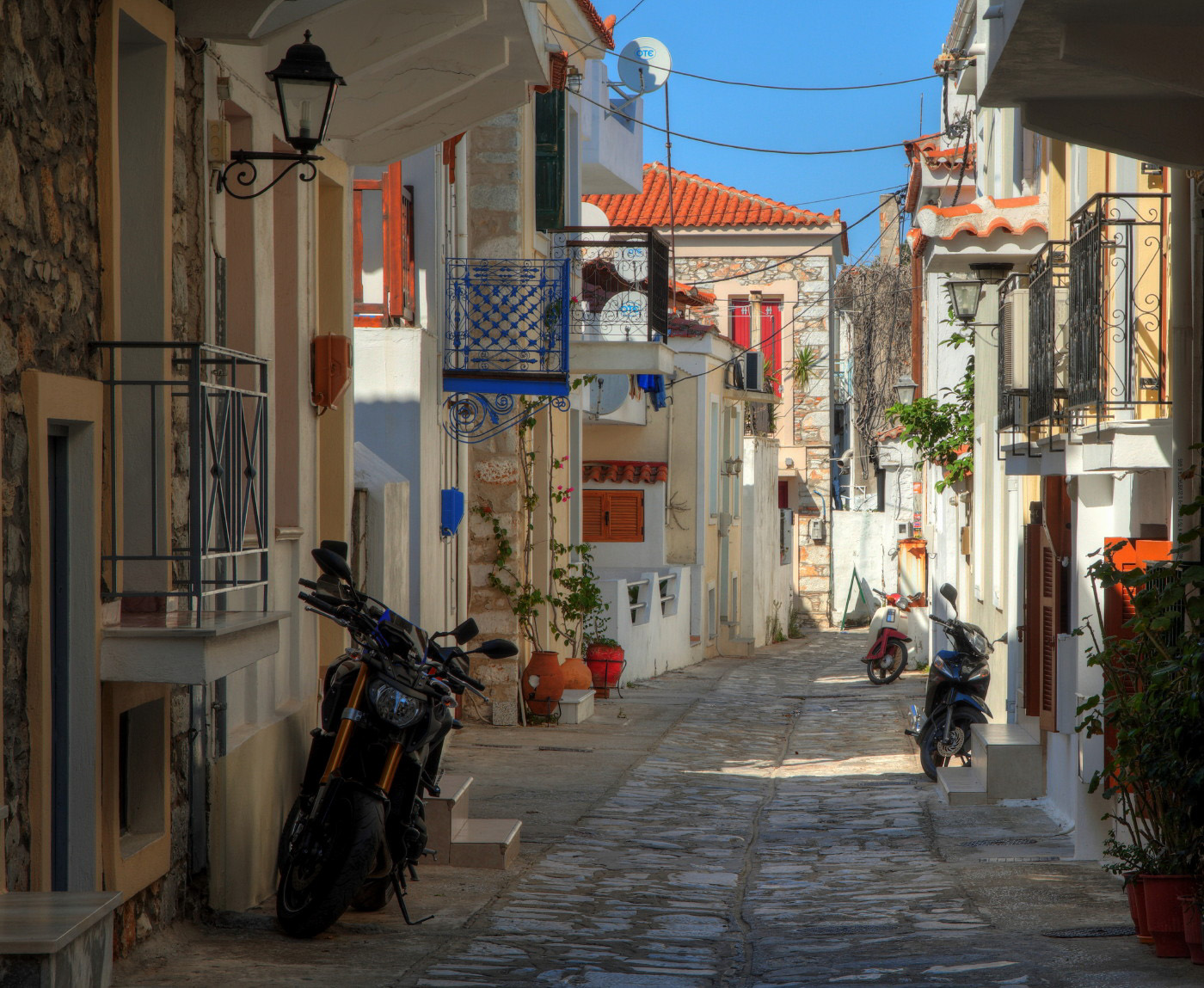
街道
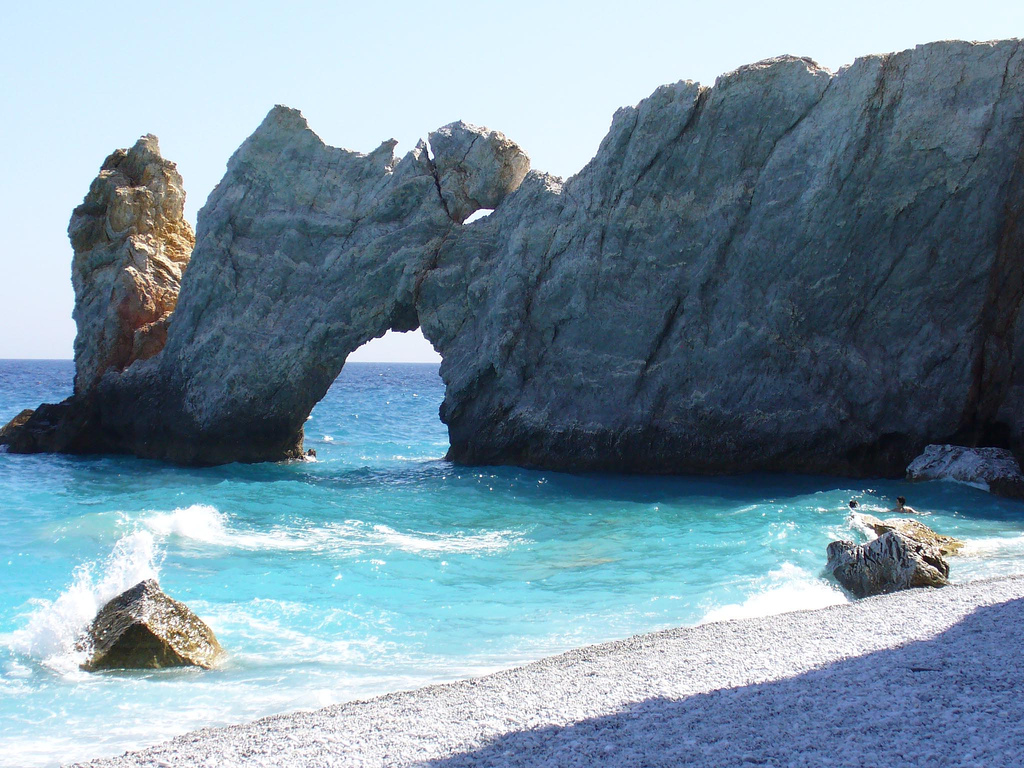
海滩

## 外部連結
- 斯基亚索斯市镇官方网站 （希臘語）